# 天地明察
《天地明察》為日本作家沖方丁的時代小說，描寫江戶時代前期圍棋棋士、天文曆學者澀川春海的故事。本作獲得第31回吉川英治文學新人獎、第7回書店大獎和第143回直木賞提名，並陸續改編為漫畫、電影。

## 概要
於《野性時代》（角川書店）2009年1月號至7月號連載。

## 受賞歴
- 第31回吉川英治文學新人獎
- 第7回書店大獎
- 第7回北東文藝獎[1]
- 第4回舟橋聖一文學獎[2]
- 第4回大學讀書人大獎

## 小說
單行本
2009年12月1日由角川書店發行。
- ISBN 978-4-04-874013-5

文庫版
2012年5月18日由角川文庫發行。
- 上、ISBN 978-4041003183
- 下、ISBN 978-4041002926

繁體中文版
2013年1月31日由台灣新經典文化代理發行。
- ISBN 978-986-888-546-2

简体中文版
2014年3月4日由北京新经典文化代理发行，北京十月文艺出版社出版。
- ISBN 978-7-5302-1378-0

## 漫畫
槇えびし作畫，於《月刊Afternoon》（講談社）2011年6月號開始連載，已出版6卷。
台灣由尖端出版代理，香港由香港東立代理。
| 集數 | 講談社        | 講談社                 | 尖端出版      | 尖端出版          | 香港東立       | 香港東立               |
| 集數 | 發售日期      | ISBN                   | 發售日期      | EAN               | 發售日期       | ISBN                   |
| ---- | ------------- | ---------------------- | ------------- | ----------------- | -------------- | ---------------------- |
| 1    | 2011年9月23日 | ISBN 978-4-06-310778-4 | 2012年6月20日 | EAN 4717702249090 | 2012年10月3日  | ISBN 978-962-955-991-5 |
| 2    | 2012年3月23日 | ISBN 978-4-06-387814-1 | 2012年9月21日 | EAN 4717702249106 | 2012年10月18日 | ISBN 978-962-955-993-9 |
| 3    | 2012年8月23日 | ISBN 978-4-06-387836-3 | 2014年2月18日 | EAN 4717702253325 | 2012年10月30日 | ISBN 978-962-955-994-6 |
| 4    | 2013年3月22日 | ISBN 978-4-06-387874-5 | 2014年2月18日 | EAN 4717702258368 | 2013年6月13日  | ISBN 978-988-228-061-8 |
| 5    | 2013年9月20日 | ISBN 978-4-06-387920-9 |               |                   |                |                        |
| 6    | 2014年3月20日 | ISBN 978-4-06-387966-7 |               |                   |                |                        |

## 電影
由瀧田洋二郎執導，2012年9月15日在日本上映。2013年3月29日，於台灣金馬奇幻影展上映。

### 主演
- 安井算哲（澀川春海） - 岡田准一（V6）
- 阿延〔算哲之妻〕 - 宮崎葵
- 水戶光圀 - 中井貴一
- 保科正之 - 松本幸四郎
- 村瀨義益 - 佐藤隆太
- 關孝和 - 市川猿之助
- 建部傳內 - 笹野高史
- 伊藤重孝 - 岸部一德
- 安藤有益 - 渡邊大
- 山崎闇齋 - 白井晃
- 本因坊道策 - 橫山裕（關西傑尼斯8）
- 宮栖川友麿 - 市川染五郎
- 平助 - 武藤敬司
- - 矢島健一
- - 淺見小四郎
- 安井算知 - 鬼太郎
- 本因坊道悦 - 尾藤功男
- 家綱 - 染谷將太
- 土御門泰福 - 笠原秀幸
- 旁白 - 真田廣之

### 製作人員
- 監督 - 瀧田洋二郎
- 脚本 - 瀧田洋二郎、加藤正人
- 音樂 - 久石讓
- 攝影 - 濱田毅
- 照明 - 安藤清人
- 録音 - 小野寺修
- 美術 - 部谷京子
- 剪輯 - 上野聰一
- 助成 - 文化藝術振興費助成金
- 制作プロダクション - 角川映画、松竹攝所
- 發行 - 角川映画、松竹
- 製作 - 『天地明察』製作委員會（角川書店、松竹、TBS電視台、J Storm、毎日放送、中部日本放送、RKB每日放送、WOWOW、北海道放送、朝日新聞社、毎日新聞社、JR東日本企劃、TVU福島、福島廣播、福島民報社）

## 外部連結
- 天地明察 - 角川書店特設網頁（日文）
- 電影『天地明察』官方網站（日文）